# Pas d’Encel
Der Pas d’Encel ist ein 1814 m ü. M. hoher Saumpass über die Alpen. Er verbindet die Gemeinde Champéry (994 m ü. M.) im Val-d’Illiez mit der Gemeinde Evionnaz (484 m) beide im Kanton Wallis.
Der Pass dient auch als Zustieg zur Cabane de Susanfe von Champéry (Normalroute). Mit einer Wanderzeit von 3½ bis 4 Stunden werden 1160 Höhenmeter Aufstieg bezwungen (Schwierigkeitsgrad T3). Beim Pas d’Encel ist Vorsicht geboten, weil das Gestein oft feucht ist. Es sind fixe Stahlseile vorhanden.